# Fred Hochschwarzer
Alfred „Fred“ Karl Hochschwarzer (* 4. Februar 1914 in Schwaz; † 19. Juli 1990 ebenda) war ein österreichischer Maler.

## Leben
Hochschwarzer besuchte 1930/31 die Staatsschule für angewandte Kunst in München und studierte anschließend von 1931 bis 1937 an der Akademie der Bildenden Künste München bei Franz Klemmer. Ab 1948 war er als freischaffender Künstler in Schwaz tätig. Er war Mitglied der Künstlervereinigung „Die Waage“.
Fred Hochschwarzer malte Genre-, Akt- und Landschaftsbilder, daneben gestaltete er Wandbilder und Glasfenster. Er hatte Ausstellungen in Innsbruck, Schwaz, Bukarest, Bozen und Wien. Zusammen mit Max Spielmann war Hochschwarzer nach dem Zweiten Weltkrieg der führende Glasmaler Tirols. Er schuf Glasfenster für über zwanzig Kirchen in ganz Österreich, darunter die Wappenfenster für den Albertinischen Chor des Wiener Stephansdoms.

## Ehrungen
- Berufstitel Professor, 1969
- Benennung des Fred-Hochschwarzer-Wegs in Schwaz[3]

## Werke

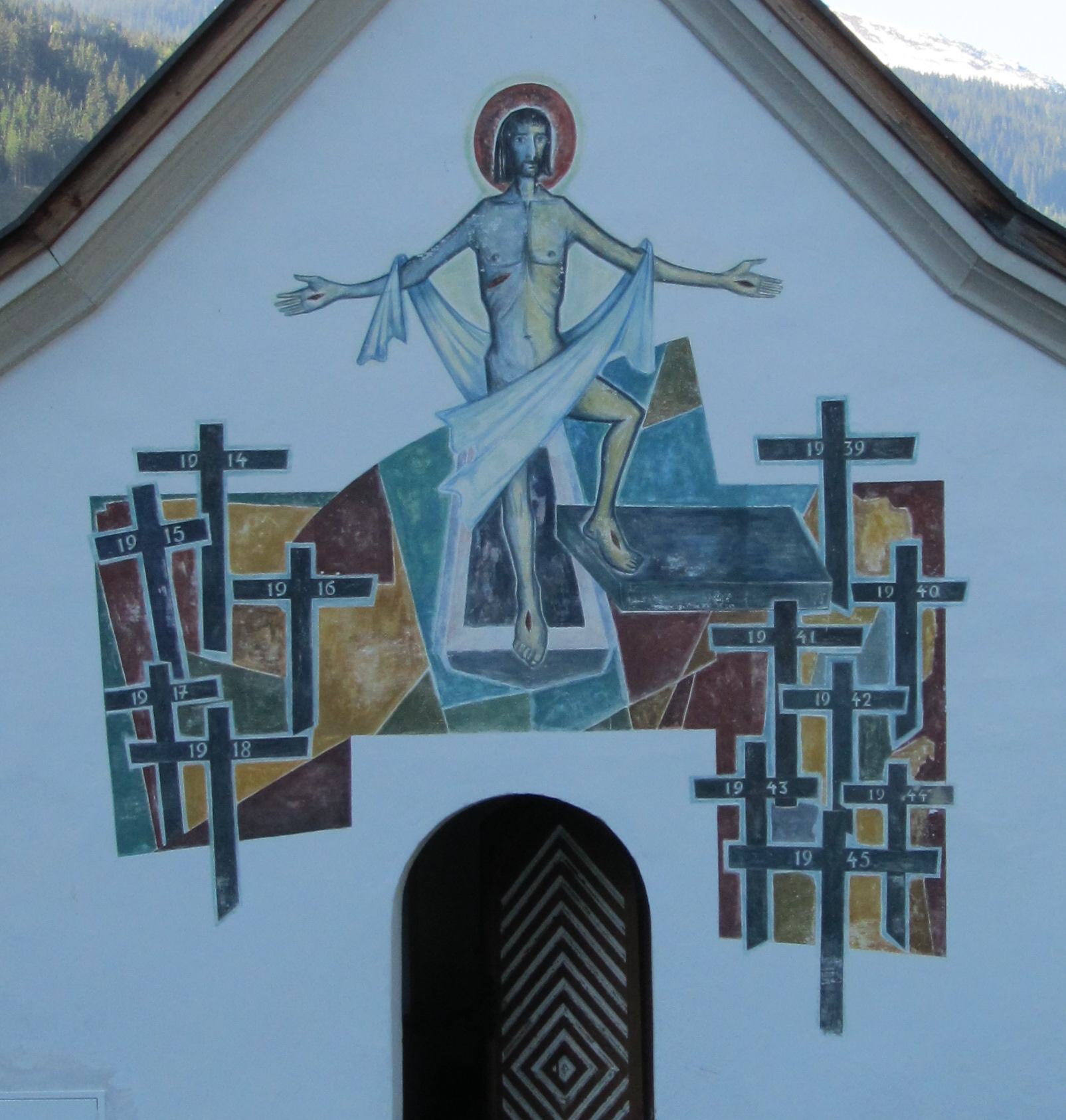
Fresko an der Friedhofskapelle See (1964)

- Wappenfenster im Albertinischen Chor des Stephansdoms, Wien, 1952[2]
- Glasfenster im Knappenchor, Stadtpfarrkirche Schwaz, 1952, 1958, 1959[4]
- Glasfenster, Johanneskirche, Imst, 1954[5]
- Glasgemälde, Bonaventurakapelle im Franziskanerkloster Schwaz, 1953[6]
- Wandmalerei Drei Lebensalter, Volksschule Schlitters, 1955[7]
- Wandbild hl. Dreifaltigkeit am Portalvorbau, Alte Pfarrkirche Wattens, 1956[8]
- Glasfenster, Neue Pfarrkirche Wattens, um 1958[9]
- Hochaltarbild Christus am Kreuz, Pfarrkirche Jenbach, 1960[10]
- Glasmalerei, Pfarrkirche Seefeld in Tirol, 1961/1962[11]
- Freskenzyklus mit Szenen aus dem Leben und der Passion Christi, Bruderschaftskapelle, Hospiz St. Christoph am Arlberg, 1962 (übermalt)[12]
- Wandbilder und Glasfenster, Aufbahrungshalle Kössen, 1963[13]
- Fassadenmalerei, Bezirksgericht Schwaz, 1963[14]
- Fresko an der Eingangsfassade, Friedhofskapelle See, 1964[15]
- Glasgemälde im Chorschluss mit Szenen aus dem Leben des hl. Franziskus, Franziskanerkirche, Schwaz, 1965[16]
- Glasfenster, Pfarrkirche Baumkirchen, 1970[17]
- Wandmelerei im Flur mit Szenen aus der Geschichte der Stadt, Rathaus Schwaz, 1970[18]
- Glasfenster, Lindenkirche, St. Georgenberg, 1975/1976[19]
- Glasgemälde mit Darstellung der Auferstehung, Aufbahrungshalle Matrei in Osttirol, 1978[20]
- Glasgemälde, Pfarrkirche St. Johann im Walde, 1981[21]